# Aleksandr Povetkin
Aleksandr Vladímirovich Povetkin (Алекса́ндр Влади́мирович Пове́ткин, nacido en Kursk el 2 de septiembre de 1979) es un boxeador ruso que tiene entre su palmarés el campeonato mundial superpesado (más de 91kg) y el oro olímpico en los Juegos Olímpicos de Atenas 2004.

## Carrera profesional

### Inicios
Después de ganar la medalla de oro, Povetkin se tomó un año sabático antes de tomar la decisión de convertirse en profesional. Después de reunirse con varios promotores de lucha, Povetkin firmó un contrato para luchar por Sauerland Events. A diferencia de otros promotores, Sauerland le permitiría a Povetkin entrenar principalmente en su Rusia natal y luchar principalmente fuera de Alemania. Povetkin hizo su debut profesional en Alemania el 11 de junio de 2005 al derrotar al alemán Muhammad Ali Durmaz por nocaut técnico en la segunda ronda. Siguió esa victoria, en septiembre, con un nocaut en el cuarto asalto sobre Cerrone Fox y luego un nocaut en el primer asalto sobre John Castle menos de un mes después, aunque Castle fue un reemplazo de última hora para otro luchador. En noviembre, Povetkin ganó una decisión unilateral de cuatro asaltos sobre el canadiense Stephane Tessier y terminó el año al obtener un nocaut técnico en 5 victoria sobre el estadounidense Willie Chapman en diciembre.
Povetkin declaró a principios de año que quería pelear cinco veces en 2006. Su primera pelea en su camino para lograr esto sucedió el 4 de marzo de 2006 cuando Povetkin anotó un nocaut técnico en el segundo asalto sobre el ganador de la medalla de bronce Olímpica de 1992 Richard Bango. Aunque Bango tuvo cierto éxito en la primera ronda, Povetkin se recuperó, no solo para ganar esa ronda, sino para noquear a Bango en la siguiente.
Para su próxima pelea, el 22 de abril, Povetkin se inscribió para su pelea más importante hasta esa fecha enfrentando el viernes a Ahunanya. Povetkin vs. Ahunanya llamó la atención en la comunidad de boxeo porque se creía que Ahunanya era un oponente difícil para alguien con solo seis peleas. A pesar de esto, la pelea fue bastante unilateral y Povetkin ganó por una clara decisión unánime.
Siguió esas victorias con un KO en tercera ronda en Hannover, Alemania el 3 de junio de 2006 contra el ecuatoriano Livin Castillo, el primer oponente de pata del sur de Povetkin y un KO de quinta ronda el 23 de septiembre de 2006 contra el veterano estadounidense Ed Mahone en Wetzlar, Alemania.
Su última pelea del año se llevó a cabo el 10 de diciembre contra el excampeón del peso Crucero, Imamu Mayfield. Mayfield se convirtió en el oponente de Povetkin después de que el oponente original Ross Purrity se lesionara antes de la pelea. Fue la primera pelea profesional de Povetkin en Rusia y se celebró en la cartelera de la primera defensa del título del CMB de Oleg Maskaev; la primera vez que se realizó una pelea de Campeonato de Peso Pesado en Rusia. Povetkin ganó la pelea por KO en la tercera ronda, lo que hace que su récord total sea de 10 victorias en 10 peleas al finalizar el año.

### 2007-2008: torneo de título de peso pesado de la FIB
El 3 de marzo de 2007, Povetkin obtuvo otro TKO, esta vez sobre el experimentado estadounidense, David Bostice. La pelea terminó en la segunda ronda. Después de esa pelea, Povetkin tuvo una pelea más, ganando por quinta vez consecutiva por KO, esta vez en la segunda ronda a Patrice L'Heureux.
La próxima pelea de Alexander Povetkin, el 30 de junio de 2007, fue contra el contendiente estadounidense experimentado, Larry Donald. Donald tuvo victorias sobre figuras tan ilustres como el excampeón Evander Holyfield y había perdido por poco su última pelea ante el ex poseedor del cinturón Nikolai Valuev. Donald fue considerado, por muchos, como una muy buena prueba para un prospecto como Povetkin, una prueba que Povetkin aprobó decisivamente, ganando por unanimidad.
En julio, la FIB anunció que había creado un torneo de cuatro personas para crear un retador para el campeón de la FIB (y OMB) en ese entonces, Wladimir Klitschko.
El 27 de octubre de 2007, Povetkin conoció a Chris Byrd, quien había perdido su título ante Klitschko el año anterior. Povetkin ganó por TKO en el undécimo asalto. Byrd aguantó más que Donald, pero al final se sintió abrumado y su esquina tiró la toalla.
Menos de una semana después, Eddie Chambers ganó por decisión dividida al exretador al título Calvin Brock. Esto hizo avanzar a Povetkin y Chambers a la ronda final del torneo. El 26 de enero de 2008, después de los problemas iniciales, Povetkin derrotó a Chambers por decisión unánime para convertirse en el retador obligatorio de Klitschko. El 19 de julio de 2008, Povetkin noqueó a Taurus Sykes en la cuarta ronda.
Se suponía que Povetkin desafiaría a Klitschko el 13 de diciembre de 2008, pero el 25 de octubre se retiró de la pelea de Klitschko debido a una lesión. La FIB luego anunció que Klitschko tendría hasta el 13 de septiembre de 2009 para luchar contra Povetkin, pero eso no ocurrió.

### 2011-2013: campeón de peso pesado de la AMB (Regular)

#### Povetkin vs. Chagaev
Después de que Wladimir Klitschko unificara sus títulos de la OMB y la FIB con el título de la AMB de David Haye, Klitschko fue elevado a "Súper Campeón" por la AMB, por lo que quedó vacante el título de "Campeón Regular". El 6 de julio de 2011, las negociaciones para que Povetkin peleara contra el excampeón de la AMB, Ruslan Chagaev (27-1-1, 17 KOs) por el título vacante, comenzaron entre Sauerland, quien promueve a Povetkin, y el promotor de Chagaev, Universum. Dos días más tarde, el entrenador de Povetkin confirmó que la pelea se llevaría a cabo el 27 de agosto. Con Atlas en su esquina, Povetkin venció a Chagaev por decisión unánime para capturar el título de peso pesado de la AMB (Regular) en la arena Messehalle en Erfurt, Alemania. Povetkin soportó un desafío de medio tiempo de Chagaev, pero logró que su rival se sometiera en las últimas rondas de la pelea. Se fue victorioso gracias a las tarjetas de resultados 117-113, 117-113 y 116-112.

#### Povetkin vs. Boswell
Povetkin ganó la pelea por KO en el octavo asalto. En el momento de la detención, Povetkin estaba por delante 70-63, 69-64 y 70-63 en los cuadros de mando. Povetkin cobró vida en la pelea a mitad de camino, sacudiendo a Boswell algunas veces con algunos golpes duros. En el octavo asalto, Povetkin conectó con una combinación que derribó a Boswell y finalmente el conteo. Boswell logró ponerse de pie después de que el conteo había terminado, solo para volver a caer.

#### Povetkin vs. Huck
Povetkin ganó la pelea por decisión mayoritaria. La pelea resultó ser una dura prueba para Povetkin. Un juez marcó la pelea con un empate de 114-114, mientras que los otros dos jueces anotaron la pelea 116-113 y 116-112 a favor de Povetkin. Los tres anunciadores de EPIX anotaron la pelea a favor de Huck. Chisora y Dimitrenko, que estaban sentados en el ringside, anotaron la pelea en tablas. Arthur Abraham y Tomasz Adamek anotaron claramente la pelea para Huck. En la ronda 4, Huck comenzó a soltar las manos y encontró su rango, incluso meciendo a Povetkin. Huck controló las rondas de campeonato cuando Povetkin comenzó a mostrar signos de fatiga. Huck estuvo a punto de dejar caer a Povetkin en la ronda final. Después de la pelea, Povetkin admitió: "Lo subestimé. Tal vez no tomé esta pelea lo suficientemente en serio". Huck dijo: "Mucha gente que vio esta pelea me vio como el ganador". El resultado fue recibido con abucheos en la arena.

#### Povetkin vs. Rahman, Wawrzyk
La ronda de apertura vio muy poca acción entre ambos luchadores. La ronda 2 vio a Povetkin salir lanzando y aterrizando a voluntad con Rahman pasando la mayor parte de la ronda contra las cuerdas. Rahman no respondió y finalmente el árbitro Gustavo Padilla intervino para detener la pelea. Al mismo tiempo, la esquina de Rahman parecía estar en el anillo con una toalla. La pelea fue programada como una miss-match. Después de la pelea, Povetkin dijo: "Estoy listo para pelear con todos. Cuando (mis controladores) digan que es hora de pelear con Klitschko, estaré listo. Es el mejor peso pesado del mundo y estaré listo para pelear contra él". De acuerdo con CompuBox Stats, Povetkin conectó 42 de 85 golpes lanzados (49%), esto incluyó 33 golpes de poder y Rahman conectó 10 de sus 44 lanzados (23%), 2 de los cuales fueron golpes de poder.
En abril de 2013, antes de un gran enfrentamiento con Wladimir Klitschko, Povetkin eligió pelear contra Andrzej Wawrzyk (27-0, 13 KOs) el 17 de mayo, en una defensa voluntaria del título. La pelea tuvo lugar en el Ayuntamiento de Crocus en Moscú. Como la mayoría de las peleas de Povetkin, la primera ronda tuvo muy poca acción. Povetkin derribó a Wawrzyk en la ronda 2 con la mano derecha. Wawrzyk venció el conteo y apenas logró llegar al final de la ronda. En la ronda 3, Povetkin siguió lanzando golpes grandes, derribando a Wawrzyk dos veces más antes de que el árbitro interviniera para detener la pelea. En la post-pelea, Povetkin dijo: "Solo quería mostrar un poco de arsenal ofensivo. Me entrené para una pelea más larga, pero, bueno, ha terminado bastante rápido. No teníamos intención de ganar por un TKO".

#### Povetkin vs. Wladimir Klitschko
La pelea tuvo lugar en octubre de 2013, el tercer oponente invicto consecutivo de Klitschko. La pelea se vio empañada con más de 160 remates, la mayoría iniciados por Klitschko. Esto incluía a Klitschko apoyándose en su oponente y empujando su cabeza hacia abajo y tirando a Povetkin lejos para evitar que Povetkin lo golpeara, lo que provocó que el árbitro anotara algunas de las caídas de Povetkin como caídas, así como golpes de Povetkin después del comando de descanso del árbitro e inclinando la cabeza demasiado bajo. Klitschko ganó por decisión unánime anotando una caída en la ronda 2 tras un gancho de izquierda rápido, y 3 caídas en la ronda 7, incluyendo uno provocado por una derecha recta. Los 3 jueces lo anotaron 119-104 en los cuadros de mando. Klitschko conectó 139 de 417 golpes (33%) y Povetkin conectó 59 de 283 (21%). Después de la pelea, Klitschko dijo en la entrevista que tenía pocas ganas de ir al nocaut ya que la multitud rusa estaría decepcionada, lo que llevó a especulaciones sobre el supuesto acuerdo entre el campeón y los organizadores para permitir que la pelea fuera la distancia, que Klitschko luego negó. Con una calificación de 9.2, la pelea se convirtió en el evento deportivo más popular en la televisión rusa en 2013, así como el programa de TV más visto del año en la capital de Rusia con una calificación de 13.9, superando el desfile del Día de la Victoria de Moscú.

### 2014-2015: regreso con victorias

#### Povetkin vs. Charr, Takam
Povetkin se recuperó en 2014, cambiando por completo su rutina de entrenamiento y dieta. El 2 de mayo de 2014, se confirmó que lucharía contra el exretador del título del CMB, Manuel Charr (26-1, 15 KOs) el 30 de mayo. Povetkin reclamó el título vacante del CMB Internacional después de detener a Charr en 7 rondas. Ambos boxeadores comenzaron fuertes con Charr aterrizando su jab, sin embargo, al mismo tiempo, Povetkin logró aterrizar grandes uppercuts. Durante las siguientes tres rondas, ambos combatientes continuaron presionando sobre el ataque. Al final de la ronda 4, Charr solo había logrado ganar una ronda en las tres tarjetas de puntuación de los jueces. En la ronda 7, Povetkin conectó una combinación de tres golpes que derribó a Charr, boca arriba. El árbitro Massimo Barrovecchio detuvo la pelea de inmediato en 1 minuto y 9 segundos.
En agosto de 2014, se anunció que estaba a punto de alcanzarse un acuerdo que vería a Povetkin desafiar al franco-camerunés Carlos Takam (30-1-1, 23 KOs) por su título de peso pesado del CMB de plata. Unos días más tarde, el promotor de World of Boxing Andrei Ryabinsky declaró que los contratos habían sido firmados para la pelea que tendrá lugar el 24 de octubre en el Palacio de Deportes de Luzhniki. En lo que se consideraba una pelea de ida y vuelta y una pelea potencial del año, Povetkin anotó KO en el décimo asalto para conquistar el título de plata del CMB. Al final de la ronda 4, dos jueces tenían a Takam por delante 39-37 y 39-38, mientras que el juez restante tenía Povetkin por delante 39-37. A partir de la ronda 8, Povetkin comenzó a aumentar el número de golpes que lanzaba. Takam no pudo recuperarse y en la ronda 10, Povetkin conectó un gancho zurdo a su barbilla, derribando a Takam. Bayless paró el combate inmediatamente. BoxingScene.com votó el golpe final como su nocaut del año 2014.

#### Povetkin vs. Perez, Wach
Se anunció que la próxima pelea de Povetkin sería contra el contendiente Mike Perez (21-1-1, 13 KOs) se llevaría a cabo el 22 de mayo de 2015 y serviría como eliminatoria final para el título de peso pesado del CMB, que tiene el boxeador estadounidense Deontay Wilder. Debido a que el ganador podría ser el próximo en la fila para desafiar a Wilder, ESPN anunció que transmitirían la pelea en vivo por ESPN3.com. Povetkin ganó un título obligatorio al noquear a Pérez en la primera ronda de manera devastadora. La pelea duró solo 91 segundos. Povetkin envió al zurdo Pérez con tres manos derechas. Pérez venció el conteo, luego recibió una paliza en las cuerdas, terminando el combate.
En agosto de 2015, se llegó a un acuerdo para que Povetkin pelee contra el derrotado por el título mundial Mariusz Wach (31-1, 17 KOs) en Kazan, Rusia el 4 de noviembre de 2015. Wach ya había corrido 12 asaltos con Wladimir Klitschko. La pelea sería el evento principal de una tarjeta rusa repleta que presentaba múltiples peleas de títulos mundiales. Después de que se anunció la pelea, Povetkin habló de su decepción por no haber podido conseguir a Wilder en la misma fecha. Wach comenzó la pelea con éxito, manteniendo al Povetkin más pequeño al alcance con su jab. Pero a medida que avanzaban las rondas, Povetkin fue capaz de encontrar su rango y comenzar a empujar a Wach alrededor del ring con combinaciones en el interior. Hacia el final de la pelea, con ambos participantes cortados, Povetkin instó al árbitro a detener la pelea porque consideraba que Wach, no podía continuar.

#### Contra Joshua
El 22 de septiembre de 2018 se enfrenta al campeón poseedor de 3 de los 4 cinturones de peso pesado, el inglés Anthony Joshua, como retador mandatorio; en el estadio de Wembley, Inglaterra. En un combate que sería en su mayor parte dominado por Povetkin, gracias a su habilidad para poder meterse en la lucha corta, logrando durante el combate conectarle varios golpes a la cabeza al inglés; no obstante, Joshua aprovecharía su mayor estatura y alcance, para en los últimos asaltos mantener al ruso en la distancia. Durante el séptimo asalto, Joshua lograría conectar potentes golpes que terminaron derribando a su rival, aunque este logró levantarse, pero en mal estado. El inglés se abalanzaría contra el ruso y finiquitaría la pelea con una victoria por nocaut técnico; siendo así su segunda derrota en la carrera profesional y la primera por la vía del nocaut.

## Registro profesional
| 36 Ganadas (25 KOs), 3 Derrotas, 1 Empate |          |                     |      |               |            |                                                          | |
| Res.                                      | Registro | Oponente            | Tipo | Asalto        | Datos      | Localidad                                                | Notas                                                                                               |
| G                                         | 1–0      | Muhammed Ali Durmaz | TKO  | 2 (4), 1:23   | 2005-06-11 | BigBox, Kempten, Bayern                                  | Debut profesional.                                                                                  |
| G                                         | 2–0      | Cerrone Fox         | TKO  | 4 (4), 2:37   | 2005-09-03 | Internationales Congress Centrum, Charlottenburg, Berlín | |
| G                                         | 3–0      | John Castle         | RTD  | 1 (4), 3:00   | 2005-10-01 | EWE Arena, Oldenburg, Niedersachsen                      | |
| G                                         | 4–0      | Stephane Tessier    | UD   | 4             | 2005-11-12 | Alsterdorfer Sporthalle, Alsterdorf, Hamburg             | |
| G                                         | 5–0      | Willie Chapman      | TKO  | 5 (6)         | 2005-12-17 | Max Schmeling Halle, Prenzlauer Berg, Berlín             | |
| G                                         | 6–0      | Richard Bango       | KO   | 2 (6), 2:20   | 2006-03-04 | EWE Arena, Oldenburg, Niedersachsen                      | |
| G                                         | 7–0      | Friday Ahunanya     | UD   | 6             | 2006-04-22 | SAP-Arena, Mannheim, Baden-Württemberg                   | |
| G                                         | 8–0      | Livin Castillo      | TKO  | 4 (8), 2:45   | 2006-06-03 | TUI Arena, Hannover, Niedersachsen                       | |
| G                                         | 9–0      | Ed Mahone           | TKO  | 5 (8), 2:05   | 2006-09-23 | Rittal Arena, Wetzlar, Hessen                            | |
| G                                         | 10–0     | Imamu Mayfield      | KO   | 3 (10)        | 2006-12-10 | Olympic Indoor Arena, Moscú, Central Federal District    | |
| G                                         | 11–0     | David Bostice       | TKO  | 2 (10), 2:57  | 2007-03-03 | Stadthalle, Rostock, Mecklenburg-Vorpommern              | |
| G                                         | 12–0     | Patrice L'Heureux   | KO   | 2 (10), 1:02  | 2007-05-26 | Jako Arena, Bamberg, Bayern                              | |
| G                                         | 13–0     | Larry Donald        | UD   | 10            | 2007-06-30 | Olympic Indoor Arena, Moscú, Central Federal District    | |
| G                                         | 14–0     | Chris Byrd          | TKO  | 11 (12), 1:52 | 2007-10-27 | Messehalle, Erfurt, Thüringen                            | Eliminatoria por título IBF semifinal peso pesado.                                                  |
| G                                         | 15–0     | Eddie Chambers      | UD   | 12            | 2008-01-26 | Tempodrom, Kreuzberg, Berlín                             | Eliminatoria por título IBF final peso pesado.                                                      |
| G                                         | 16–0     | Taurus Sykes        | TKO  | 4 (10), 1:43  | 2008-07-19 | Olimpyskiy Sports Palace, Chenkov, Óblast de Moscú       | |
| G                                         | 17–0     | Jason Estrada       | UD   | 10            | 2009-04-04 | Burg-Waechter Castello, Düsseldorf, Nordrhein-Westfalen  | |
| G                                         | 18–0     | Leo Nolan           | KO   | 3 (10), 2:33  | 2009-12-05 | Arena Ludwigsburg, Ludwigsburg, Baden-Württemberg        | |
| G                                         | 19–0     | Javier Mora         | TKO  | 5 (10), 0:50  | 2010-03-13 | Max Schmeling Halle, Prenzlauer Berg, Berlín             | |
| G                                         | 20–0     | Teke Oruh           | KO   | 5 (10), 2:57  | 2010-10-16 | Olimpyskiy Sports Palace, Chenkov, Óblast de Moscú       | |
| G                                         | 21–0     | Nicolai Firtha      | UD   | 10            | 2010-12-18 | Max Schmeling Halle, Prenzlauer Berg, Berlín             | |
| G                                         | 22–0     | Ruslan Chagaev      | UD   | 12            | 2011-08-27 | Messehalle, Erfurt, Thüringen                            | Gana título WBA peso pesado .                                                                       |
| G                                         | 23–0     | Cedric Boswell      | KO   | 8 (12), 2:58  | 2011-12-03 | Hartwall Arena, Helsinki, Uusimaa                        | Retiene título WBA peso pesado .                                                                    |
| G                                         | 24–0     | Marco Huck          | MD   | 12            | 2012-02-25 | Porsche Arena, Stuttgart, Baden-Württemberg              | Retiene título WBA peso pesado .                                                                    |
| G                                         | 25–0     | Hasim Rahman        | TKO  | 2 (12), 1:46  | 2012-09-29 | Alsterdorfer Sporthalle, Alsterdorf, Hamburg             | Retiene el título de la WBA en el peso pesado.                                                      |
| G                                         | 26–0     | Andrzej Wawrzyk     | TKO  | 3 (12), 2:28  | 2013-05-17 | Crocus City Hall, Krasnogorsk, Moscú                     | Retiene el título de la WBA en el peso pesado.                                                      |
| D                                         | 26–1     | Wladimir Klitschko  | UD   | 12            | 2013-10-05 | Olimpiyskiy, Krasnogorsk, Moscú                          | Por el título de supercampeón de la WBA y por los de la IBF, IBO, WBO y The Ring en el peso pesado. |
| G                                         | 27–1     | Manuel Charr        | KO   | 7 (12), 1:09  | 2014-05-30 | Luzhniki, Krasnogorsk, Moscú                             | Gana el título vacante internacional del WBC en el peso pesado.                                     |
| G                                         | 28–1     | Carlos Takam        | KO   | 10 (12), 0:54 | 2014-10-25 | Luzhniki, Krasnogorsk, Moscú                             | Gana el título plata del WBC en el peso pesado.                                                     |
| G                                         | 29–1     | Mike Pérez          | KO   | 1 (12), 1:31  | 2015-05-22 | Luzhniki, Krasnogorsk, Moscú                             | Retiene el título plata del WBC en el peso pesado.                                                  |
| G                                         | 30–1     | Mariusz Wach        | TKO  | 12 (12), 2:31 | 2015-11-04 | Basket-Hall Arena, Kazán                                 | Retiene el título plata del WBC en el peso pesado.                                                  |
| G                                         | 31–1     | Johann Duhaupas     | KO   | 6 (10), 2:59  | 2016-12-17 | IEC Expo, Yekaterinburgo, Rusia                          | |
| G                                         | 32–1     | Andriy Rudenko      | UD   | 12            | 2017-07-01 | Luzhniki Palace of Sports, Moscú, Rusia                  | Ganó el título vacante WBA Continental y WBO International del peso pesado.                         |
| G                                         | 33–1     | Christian Hammer    | UD   | 12            | 2017-12-15 | DIVS, Ekaterimburgo, Rusia                               | Retuvo el título WBO International y ganó el título WBA Inter-Continental del peso pesado.          |
| G                                         | 34–1     | David Price         | KO   | 5 (12), 1:02  | 2018-03-31 | Principality Stadium, Cardiff                            | Defiende los títulos los títulos WBA Inter-Continental y WBO International pesados.                 |
| D                                         | 34-2     | Anthony Joshua      | TKO  | 7 (12), 1:59  | 2018-09-22 | Wembley Stadium, Wembley                                 | Por los títulos (Super WBA, IBF y IBO y WBO pesado).                                                |
| G                                         | 35-2     | Hughie Fury         | UD   | 12            | 2019-08-31 | O2 Arena, Greenwich                                      | |
| E                                         | 35-2-1   | Michael Hunter      | SD   | 12            | 2019-12-07 | Diriyah Arena, Diriyah                                   | |
| G                                         | 36-2-1   | Dillian Whyte       | KO   | 5 (12)        | 2020-08-22 | Manchester Arena, Mánchester                             | Gana el título interino WBC del peso pesado.                                                        |
| D                                         | 36-3-1   | Dillian Whyte       | TKO  | 4 (12), 2:39  | 27/03/2021 | Europa Point Sports Complex, Gibraltar                   | Pierde el título interino WBC del peso pesado.                                                      |

## Vida personal
Povetkin tiene una hija llamada Arina con su exesposa Irina. En julio de 2013, Alexander se casó con Yevgenia Merkulova en Chequia. Él también tiene un hermano llamado Vladimir Povetkin, el cual es un boxeador profesional semipesado. Ambos son entrenados por Valery Belov. Povetkin se considera rodista, usa un collar con el símbolo del hacha del dios Perun y tiene un tatuaje de la estrella de Rus en la parte interna del brazo izquierdo.